# Igrzyska śmierci: W pierścieniu ognia
Igrzyska śmierci: w pierścieniu ognia (ang. The Hunger Games: Catching Fire) – amerykański film akcji science-fiction kontynuacja światowego hitu w reżyserii Francisa Lawrence’a. Film powstał na podstawie powieści Suzanne Collins W pierścieniu ognia. W filmie występują Jennifer Lawrence, Josh Hutcherson, Elizabeth Banks, Liam Hemsworth i Woody Harrelson.
Premiera filmu odbyła się 22 listopada 2013 roku.

## Fabuła
Po zakończeniu i wygraniu 74. Głodowych Igrzysk Katniss Everdeen (Jennifer Lawrence) oraz Peeta Mellark (Josh Hutcherson) wyruszają na tournée Zwycięzców do każdego z dystryktów Panem. W trakcie wizyty w jednym z nich odkrywają, że w całym państwie wybuchły rebelie, a ich zachowanie przyczyniło się do ich powstania. Aby je powstrzymać, muszą udawać zakochanych – jednak Peeta naprawdę kocha Katniss. Wszystko komplikuje się jeszcze bardziej w wyniku nietypowych przygotowań do 75. Głodowych Igrzysk.

## Obsada
- Jennifer Lawrence jako Katniss Everdeen
- Josh Hutcherson jako Peeta Mellark
- Liam Hemsworth jako Gale Hawthorne
- Woody Harrelson jako Haymitch Abernathy
- Elizabeth Banks jako Effie Trinket
- Lenny Kravitz jako Cinna
- Stanley Tucci jako Caesar Flickerman
- Donald Sutherland jako prezydent Coriolanus Snow
- Philip Seymour Hoffman jako Plutarch Heavensbee
- Sam Claflin jako Finnick Odair
- Jeffrey Wright jako Beetee Latier
- Amanda Plummer jako Wiress
- Jena Malone jako Johanna Mason
- Lynn Cohen jako Mags
- Meta Golding jako Enobaria
- Bruno Gunn jako Brutus
- Alan Ritchson jako Gloss
- E. Roger Mitchell jako Chaff
- Maria Howell jako Seeder
- Stephanie Leigh Schlund jako Cashmere
- Willow Shields jako Primrose Everdeen
- Paula Malcomson jako matka Katniss

## Produkcja
3 maja 2012 ogłoszono, że reżyserem filmu zostanie Francis Lawrence, natomiast 24 maja tego roku, że oficjalna nazwa produkcji to Igrzyska Śmierci: W Pierścieniu Ognia.
W lipcu 2012 ogłoszono, że Jena Malone wcieli się w rolę Johanny Mason, a Philip Seymour Hoffman – Plutarcha Heavensbee’ego. 22 sierpnia oficjalnie podano, że to Sam Claflin zagra Finnicka Odaira. Początkowo zdjęcia odbywały się w Atlancie, a następnie na Hawajach, gdzie stworzono filmową arenę.

## Ścieżka dźwiękowa
Na początku września piosenka „Atlas” w wykonaniu brytyjskiego zespołu Coldplay została opublikowana jako pierwszy singel promujący ścieżkę dźwiękową. Na soundtracku filmu znalazła się także ballada „We Remain”, nagrana przez amerykańską piosenkarkę Christinę Aguilerę. Utwór został drugim singlowym wydawnictwem z płyty. Sam krążek został wydany 19 listopada 2013 nakładem wytwórni Universal Republic Group oraz Mercury Records.

## Kontynuacja
Ostatnia część serii, oparta na książce Kosogłos, została podzielona na dwie części. Premiera pierwszego z tych filmów miała miejsce 21 listopada 2014 roku, a premiera ostatniej części 4 listopada 2015 roku. 1 listopada 2012 podano, że reżyserii obu części podejmie się Francis Lawrence. Zdjęcia do obu kręcono jednocześnie – pierwsze ujęcie kręcono 23 września 2013 roku w Atlancie, natomiast ostatnie 20 czerwca 2014 roku w Berlinie.